# آلية (هندسة)

رسم تخطيطي لآلية المشغل لمعدات الهبوط للطائرة

الآلية في الهندسة، أي جهاز يحوّل الحركة والقوى المُدخلة إلى مجموعة من القوى والحركة الناتجة. تتكون الآليات بشكل عام من مكونات متحركة قد تشمل:
- التروس و سلسلة من التروس.
- أقشطة وسلاسل نقل الحركة.
- الحدبات و التابعات؛
- الروابط.
- أجهزة الاحتكاك، مثل الفرامل والقوابض؛
- المكونات الهيكلية مثل الإطار الخارجي، البراغي، البيل، النوابض، أو مواد التشحيم والتزليق؛
- عناصر الماكينة المختلفة، مثل مفاتيح الربط، الإبر أو المفاتيح.

يعرّف العالم الألماني فرانز رولو الآلة على أنها «مجموعة من الأجسام المقاومة مرتبة ذاتياً بحيث تمكّن إجبار قوى الطبيعة الميكانيكية على القيام بعمل مصحوب بحركة معينة». في هذا السياق، تم استخدام كلمة الآلة وتعني الآلية.
إن الجمع بين القوة والحركة يولد القدرة، والآلية تحدد القدرة المطلوبة لتحقيق المجموعة المرغوبة من القوى والحركة.
الآلية عادة تكون جزء من نظام أكبر، تُعرف بالنظام الميكانيكي أو الآلة. في بعض الأحيان يمكن الإشارة إلى آلة كاملة على أنها آلية، ومن الأمثلة على ذلك آلية التوجيه في السيارة، أو آلية تحريك العقارب في ساعة اليد. بجميع الأحوال، الآلة هي مجموعة مترابطة من الآليات المتعددة.

## الأزواج الحركية
منذ عهد أرخميدس إلى عصر النهضة، كانت تعتبر الآليات على أنها مبنية من آلات بسيطة ، مثل الرافعة، البكرة، البراغي، العجلة الموصولة بمحور، الوتد، اللوح أو الرصيف المائل. فرانك رولو ركّز على الأجسام التي تسمى بالروابط، والروابط بين هذه الأجسام تسمى الأزواج الحركية، أو المفاصل.
لاستخدام الهندسة الرياضية لدراسة حركة آلية معينة، يتم إعتبار الوصلات بأنها أجسام صلبة أي ثابتة ولا تتحرك أو يتغيّر شكلها. هذا يعني أنه من المفترض ألا تتغير المسافات بين النقاط في الوصلات أثناء حركة الآلية - أي أن الوصلة لا تنثني. وبالتالي، فإن الحركة النسبية بين النقطتين في وصلتين متصلتين تعتبر ناتجة عن الزوج الحركي الذي يربط بينهما.
الأزواج الحركية أو المفاصل توفر نقاط تثبيت مثالية بين وصلتين، مثل تثبيت نقطة واحدة لحركة دوران جسم صلب غير قابل للتشويه حول محور ثابت، أو تثبيت خطي للانزلاق، وكذلك التدحرج دون الانزلاق والتلامس عند مقطة واحدة مع الانزلاق. تم تصميم الآلية من مجسم مكون من وصلات ثابتة وأزواج حركية.

### الوصلات والمفاصل

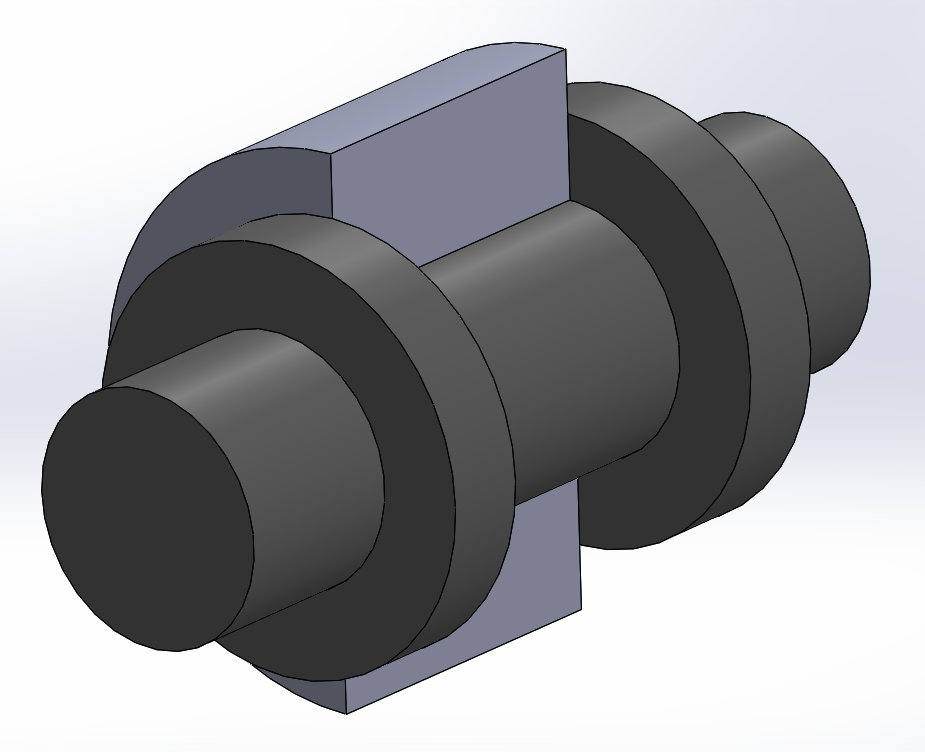
مفطع عرضي لزوج دوار

سمّى رولو الروابط المثالية بين الوصلات بالأزواج الحركية. و ميّز بين الأزواج بخط يتصل بين الوصلتين لأزواج الوصلات العلوية، والأزواج السفلية ميّزها بوجود مساحة تتصل بين الوصلتين، مع منطقة اتصال بين الروابط. J. Phillips يوضح بأن هناك العديد من الطرق لعمل أزواج حركية لا تتناسب مع هذا النموذج البسيط.
الزوج الحركي السفلي: الزوج السفلي هو مفصل مثالي متصل إتصالاً سطحياً بين زوج من العناصر، كما في الحالات التالية:
- الزوج الحركي الدوّار أو الوصلة المفصلية يتطلب أن يبقى الخط الموجود في الجسم المتحرك متزامنًا مع الخط في الجسم الثابت، ويجب أن يحافظ المستوى العمودي لهذا الخط في الجسم المتحرك على الاتصال عمودياً مماثلاً للجسم الثابت. و هذا يفرض خمسة قيود على الحركة النسبية للوصلات، مما يمنح الزوج الحركي درجة حرية واحدة.
- المفصل الموشوري أو المنزلق يتطلب أن يظل الخط الموجود في الجسم المتحرك متناغماً مع الجسم الثابت، ويجب أن يكون المستوى الموازي لهذا الخط في الجسم المتحرك متصلاً مع مستوى موازٍ ومماثل في الجسم الثابت. يفرض هذا خمسة قيود على الحركة النسبية للروابط، مما يمنح الزوج درجة حرية واحدة.
- المفصل الأسطواني يتطلب أن يبقى الخط الموجود في الجسم المتحرك متناغماً مع الخط الموجود في الجسم الثابت. فهو يجمع بين مفصل دوّار ومفصل منزلق. و يوفّر هذا المفصل درجتين من الحرية.
- المفصل الكروي، يتطلب أن تحافظ نقطة في الجسم المتحرك إتصالها مع نقطة واحدة في الجسم الثابت. و هذا المفصل يمنح ثلاث درجات من الحرية.
- المفصل المستوي يتطلب أن يحافظ السطح في الجسم المتحرك إتصاله بالسطح في الجسم الثابت. و هذا المفصل يمنح ثلاث درجات من الحرية.
- المفصل اللولبي، أو المفصل الحلزوني، يمنح درجة حرية واحدة فقط لأن حركات الانزلاق والدوران مرتبطة بزاوية المفصل الحلزونية للسِن.

الأزواج الحركية العلوية: بشكل عام، الزوج العلوي هو قيد يتطلب خطًا أو نقطة تلامس بين أسطح الأجسام. على سبيل المثال، نقطة التلامس بين الحدبة التابع هو زوج علوي يسمى مفصل الحدبة. و بنفس الشكل، فإن نقطة التلامس بين النهايات المنحنية التي تشكل الأسنان المتشابكة لزوج من التروس هي مفاصل حدبة.

## الرسم التخطيطي الحركي

رسم توضيحي لأبعاد عمود مرفقي منزلق (يسار) و مخطط الحركة (يمين)

الرسم التخطيطي للحركة يعمل على تقليل مكونات الآلة التفصيلية ويوضح المخطط الهيكلي الأساسي له، ويركّز على المكونات المهمة مثل المفاصل ويقلل من عدد الوصلات لتوضيح عناصر هندسية بسيطة. يمكن توضيحه أيضاً كرسم بياني حيث أن الوصلات تكون أطراف الرسمة البيانية والمفاصل تكون رؤوساً للرسم البياني. أثبت هذا الإصدار من الرسم التخطيطي الحركي فعاليته في تعداد الهياكل الحركية في عملية تصميم الآلة.
من الأمور التي يجب أخذها بعين الإعتبار في عملية التصميم هي درجة الحرية للنظام من وصلات ومفاصل، ويتم تحديدها باستخدام معيار تشيبيشيف-جروبلر-كُتسباخ ‏.

## التركيبات الآلية المستوية

Theo Jansen 's Strandbeest ، مجموعة من آليات المشي المستوية

في حين أن جميع الآليات في النظام الميكانيكي ثلاثية الأبعاد، يمكن تحليلها باستخدام الهندسة الرياضية المستوية إذا كانت حركة المكونات الفردية مقيدة بحيث تكون جميع مسارات النقاط متوازية أو متسلسلة مع مستوى آخر. في هذه الحالة يسمى النظام آلية مستوية. يستخدم التحليل الحركي للآليات المستوية مجموعة فرعية من المجموعة الإقليدية الخاصة SE، والتي تتكون من دوران المستوى وانتقال المستويات، يُشار إليها بواسطة SE.
المجموعة SE هي مجموعة ثلاثية الأبعاد، مما يعني أن كل موضع للجسم في المستوى يتم تحديده من خلال ثلاث معامِلات. غالبًا ما تكون المعامِلات هي إحداثيات x و y لنقطة الأصل لإطار الإحداثيات في M، مقاسة من نقطة الأصل لإطار إحداثيات في F، والزاوية المقاسة من محور-x في F إلى محور-x في M. يُقال عن هذا في أغلب الأحيان بأن الجسم في المستوى يمنح ثلاث درجات حرية .
يمكن التعرف على الحركة الدورانية من غير حركة انتقال للمفصل والانتقال الخطي للجسم المنزلق من خلال المجموعة الفرعية SE، وتحديد المفصلين بدرجة حرية واحدة للآليات المستوية. مفصل الحدبة الذي يتكون من سطحين في سطح اتصال منزلق ودوراني هو مفصل يمنح درجتين من الحرية.

## التركيبات الآلية الكروية

مثال على آلية كروية قابلة للإنتشار

من الممكن بناء تركيبة آلية بحيث تكون مسارات النقاط في جميع مكونات التركيبة الآلية متحدة في المركز حول نقطة ثابتة. مثال على ذلك هو الجيروسكوب المحوري أو أداة تحديد الإتجاه المحوري. تسمى هذه الأجهزة تركيبات آلية كروية.  يتم إنشاء تركيبات الآلية الكروية عن طريق ربط الوصلات مع المفاصل بحيث يمر محور كل مفصل عبر نفس النقطة. تصبح هذه النقطة المركز الموحد للغلاف الخارجي الكروي. تتصنف حركة هذه الآليات بمجموعة SO(3) من الدوران ثلاثي الأبعاد. ومن الأمثلة الأخرى على تركيبات الآلية الكروية العمود التفاضلي في السيارات والمِعصم الآلي.
مجموعة الدوران SO(3) هي ثلاثية الأبعاد. مثال على المعامِلات الثلاثة التي تحدد الدوران المكاني المعروفة باسم زوايا أويلر و هي زوايا الإلتفاف التي تحدد إلتفاف الطائرة يميناً ويساراً مع محور سير الطائرة، و زوايا الإنحراف عن خط سير محور الطائرة و زاوية القذف المسؤولة عن إرتفاع مقدمة الطائرة، وهذه الزوايا الثلاث مستخدمة لتحديد اتجاه الطائرة.

## التركيبات الآلية الفراغية

مثال على منصة ستيوارت، آلية فراغية

الآلية التي يتحرك فيها الجسم من خلال حركة فراغية عامة تسمى التركيبة الآلية الفراغية. ومن الأمثلة على ذلك وصلة RSSR، والتي يمكن إعتبارها وصلة بأربع أعمدة حيث تم استبدال الوصلة الناقلة للحركة بعمود حيث أن نهايته مزوّدة بكرة مفصلية موصولة مع المنصة. الكرات المفصلية تسمح بحركة الدخول والخروج للعمود الواصل بين المنصة السفلية والعلوية لوصلة RSSR بشكل تفاضلي لدرجة أنها تقع في مستويات مختلفة، مما ينتج عن ذلك تحرك الرابط في حركة فراغية عامة. تعتبر أذرع الروبوتات ومنصات ستيوارت والأنظمة الروبوتية البشرية أمثلة على تركيبات الآلية الفراغية.
تعتبر وصلة بينيت مثالاً على آلية مكانية مقيّدة تقييداً تاماً، يتم بناؤها من أربعة مفاصل.
المجموعة SE (3) سداسية الأبعاد، مما يعني أن موضع الجسم في الفراغ يتم تحديده بستة معاملات. تحدد ثلاثة من المعاملات نقطة الأصل للإطار المرجعي المتحرك بالنسبة للإطار الثابت، وتحدد ثلاث معاملات أخرى اتجاه الإطار المتحرك بالنسبة للإطار الثابت.

## نظام الوصلات

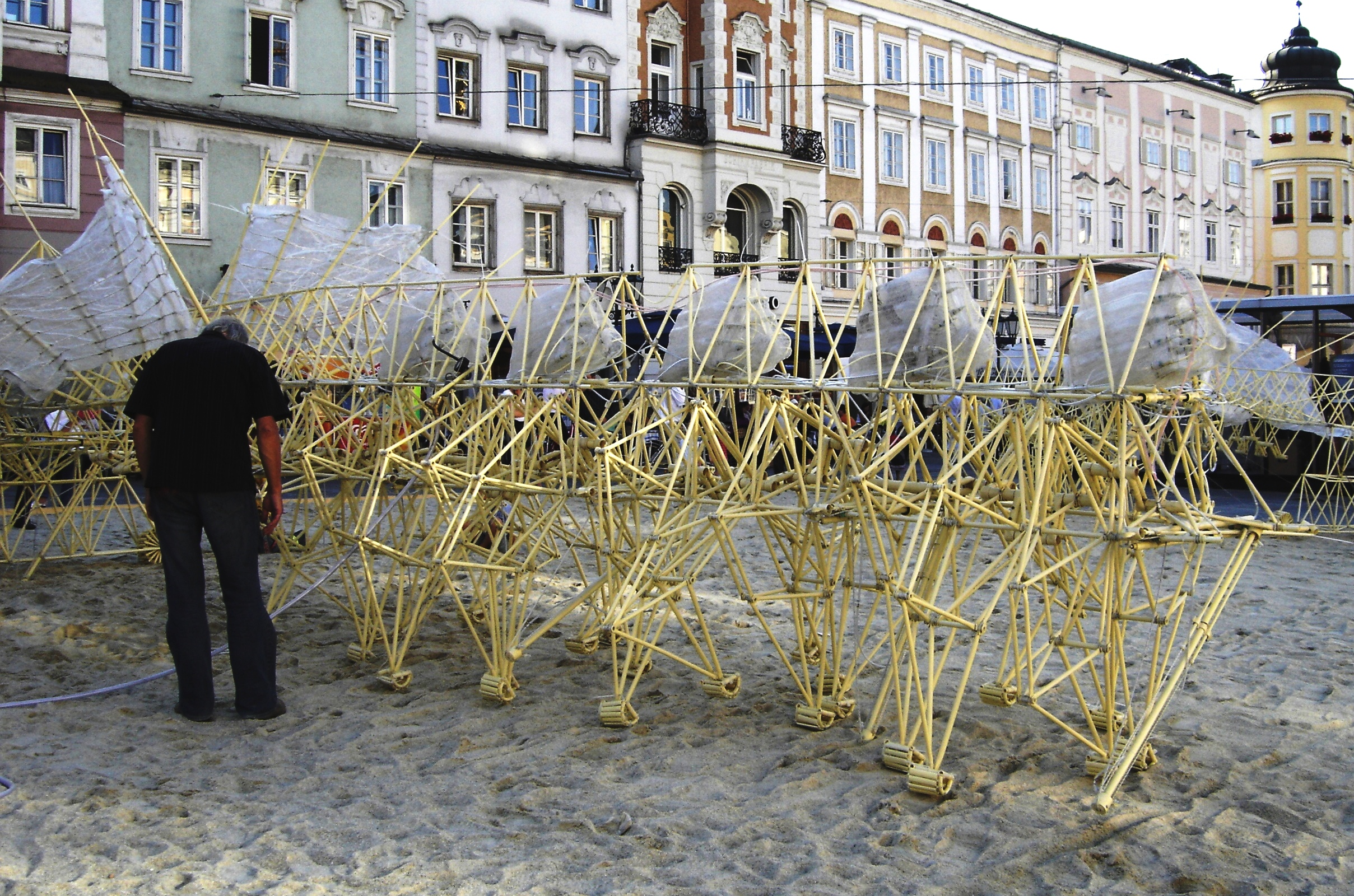
مجسّم ثيو يانسن الحركية Strandbeest ، وهي آلة مشي تعمل بقوة الرياح

نظام الوصلات هو مجموعة من الوصلات المتصلة بواسطة مفاصل. بشكل عام، الوصلات هي العناصر التي تشكّل الهيكل للنظام والمفاصل هي التي تسمح بالحركة. المثال الوحيد غالباً والأكثر فائدة هي تركيبة الوصلة المستوية ذات أربع وصلات. ومع ذلك، هناك العديد من الوصلات الخاصة:
- تركيبة وصلة وات (Watt) عبارة عن نظام رباعي الوصلات وينتج خطاً مستقيماً تقريبياً. هذه التركيبة كانت حاسمة لتشغيل تصميمه للمحرك البخاري. يوجد هذا النظام من الوصلات أيضاً في أنظمة التعليق في السيارات لمنع حركة جسم السيارة من جانب إلى جانب بالنسبة للعجلات.
- أدّى نجاح نظام الوصلات الذي صممه وات لتصميمات مماثلة، مثل نظام الوصلات لهويكين (Hoeken) و نظام الوصلات لتشيبيشيف (Chebyshev).
- تنتج تركيبة وصلة بوسيلييه (Peaucellier) خطاً مستقيماً تماماً من القوة الدوّارة الداخلة.
- تركيبة وصلة ساروس (Sarrus) هو تركيبة وصلة فراغية تنتج عنه حركة بخط مستقيم من القوة الدوّارة الداخلة.
- تعتبر تركيبة وصلات كلان و يانسن اختراعات حديثة تُنتج حركات مشي مثيرة للاهتمام، وهم على التوالي تركيبة وصلات ستة أعمدة وثمانية أعمدة.

## تركيبة الآليات المطاوعة
الآلية المطاوعة هي سلسلة من الأجسام الصلبة موصولة بعناصر مطاوعة. تتمتع هذه الآليات بالعديد من المزايا، مثل تقليل عدد الأجزاء في التركيبة، وتقليل «الانحدار» بين المفاصل (لا توجد حركة تطفليّة بسبب الفراغات الموجودة بين الأجزاء)، وتخزين الطاقة، وتقليل الصيانة اللازمة (لا تتطلب التزييت والتشحيم وإنخفاض نسبة التآكل الميكانيكي)، وسهولة التصنيع.
بِيَل قابلة للإنثناء (المعروفة أيضاً باسم مفاصل الإنثناء) هي مجموعة فرعية من الآليات المتوافقة التي تنتج حركة محددة الأبعاد (دوران) عند تطبيق القوة.

## تركيبات آلية الحدبة والتابع

حدبة وتابع الآلية: يتم تطبيق القوة من التابع إلى الحدبة

يتم عمل آلية الكامة والتابع عن طريق الاتصال المباشر لوصلتين ذات الشكل الخاص. تسمّى الوصلة القائدة بالحدبة والوصلة المتصلة مباشرة مع السطح بالوصلة المقودة. شكل الأسطُح المتلامسة للحدبة والتابع يُحدد حركة الآلية. و بشكل عام، يتم نقل الطاقة في هذه الآلية من الحدبة إلى التابع. يتم عملية الدوران في عمود الحدبة، ويتحرك التابع للأعلى وللأسفل حسب الشكل الخارجي للحدبة. في الوقت الحاضر، تتوفر أيضاً أنواع مختلفة قليلاً من التابعات اللامركزية، حيث يتم انتقال الطاقة من التابع إلى الحدبة. و الفائدة الرئيسية لهذا النوع من آلية الحدبة والتابعة هي أن التابع يتحرك قليلاً ويعمل على تدوير الحدبة ستة أضعاف طول محيطها وبنسبة 70٪ من القوة.

## التروس وسلسلة التروس

التروس ، نوع من الآليات

يرجع بداية العمل بنقل الحركة من خلال التعشيق بين أسنان التروس إلى آلية الأنتيكيثيرا (Antikythera) في اليونان القديمة وكانت تستخدم هذه الآلية لتحديد مواقع النجوم والشمس والقمر ولتنبؤ حدوث ظاهرة الكسوف والخسوف للشمس والقمر، وأيضاً العربة التي تشير إلى الجنوب في الصين. وضّح العالِم جورجيوس أجريكولا من خلال رسومات توضيحية في عصر النهضة مبدأ عمل سلسلة التروس. , نتج عن التطبيق العملي للترس المنحني تصميم الترس الإعتيادي الذي يوفر نسبة سرعة حركية ثابتة. بعض الميّزات الهامة للتروس وسلسلة التروس هي:
- تحدد نسبة الخطوة لأسنان التروس المعشّقة نسبة السرعة والميزة الميكانيكية لهذه المجموعة من التروس.
- تتميّز سلسلة التروس من النوع الكوكبي بتقليل عدد التروس في المجموعة الواحدة.
- يمكن تصميم أسنان تروس لنوع التروس الغير دائرية، ومع ذلك يمكنها نقل العزم بسهولة وسلاسة.
- يتم حساب نسب السرعة لأقشطة نقل الحركة بنفس طريقة حساب نسبة التروس.

## تركيب الآلية
يُعرّف تصميم الآليات لتحقيق حركة معينة ونقل القوة باسم التركيب الحركي للآليات . هذه مجموعة من التقنيات بأشكال هندسية مختلفة التي تعطي أبعاد الوصلات وآليات الحدبة والتابع، والتروس وسلسلة التروس لأداء الحركة الميكانيكية المطلوبة ونقل الطاقة.

## روابط خارجية
- آلية رافعة مفصلية متوازنة
- 507 حركات ميكانيكية نُشِر عام 1908 بقلم هنري تي براون
- الآلات والآليات ويكي
- مجموعات النماذج الحركية لتصميم المكتبة الرقمية (KMODDL) من الأفلام والصور لمئات من نماذج الآليات
- وصلة خط مستقيم من ستة قضبان في مجموعة نماذج Reuleaux في جامعة كورنيل
- الرسوم المتحركة لمجموعة متنوعة من الآليات
- مثال على مولد دالة من ستة أشرطة يحسب الزاوية لنطاق معين
- مجموعة متنوعة من حركات الربط
- مجموعة متنوعة من تصميمات الوصلات المكونة من ستة قضبان
- رسم متحرك لآلية كروية قابلة للنشر